# Colomastix janiceae
Colomastix janiceae är en kräftdjursart som beskrevs av Heard och Perlmutter 1977. Colomastix janiceae ingår i släktet Colomastix och familjen Colomastigidae. Inga underarter finns listade i Catalogue of Life.